# 1080° سنوبوردينغ
1080° سنوبوردينغ  (بالإنجليزية: 1080° Snowboarding)‏ هي لعبة فيديو سباق تزلج على الثلوج طُوِّرت بواسطة نينتندو للتحليل والترفيه والتطوير ونُشرت بواسطة نينتندو، صدرت في عام 1998 بنظام نينتندو 64، وأُعيد إصدارها في عام 2008 بنظام وي وفرتشول كونسول. في اللعبة، يسيطر اللاعب على واحد من خمسة متزلجين من منظور شخص ثالث، وذلك باستخدام مزيج من أزرارٍ للقفز وأداء مهارات التزلّج على ثمانية مستويات.
أُعلِن عن اللعبة في 21 نوفمبر 1997 وطُوِّرت طوال تسعة شهور؛ كسبت مدحاً انتقادياً وفازت بجائزة الإنجاز التفاعليّ من أكاديمية الفنون والعلوم التفاعليّة. بيعت أكثرُ من مليون نسخة من اللعبة، وصدر الجزء الثاني بعنوان 1080° الانهيار بنظام نينتندو غيم كيوب في 28 نوفمبر 2003.

## اللعب
المهام المطلوبة في اللعبة إما أن تصل بسرعة لخط نهاية المرحلة أو أن تحصل على أقصى عدد من النقاط من خلال أداء الحيل ومهارات التزلّج.
تتضمن اللعبة 25 مهارة، والتي يتم تنفيذها باستخدام مزيج من الأزرار الدائرية لعصا التحكم، زر R، وزر B. يتم تخصيص قيمة النقاط لكل مهارة على أساس التعقيد والوقت المطلوب. من المهارات التي تستطيع أداءها في اللعبة: مهارة الإمساك، حيث يتم إمساك اللوح بطريقة محددة، أو مهارة الدوران، حيث يلتف لوح التزلج عدداً معيناً من الدرجات. والدوران 1080 درجة يتطلب تسعة إجراءات، أكثر من أي حيلة ومهارة في اللعبة.

### التحكمة
أزرار التحكم المشروحة أدناه هي المستخدمة في إصدار نينتندو 64
- عصا التحكم ثلاثية الأبعاد

تستطيع إمالة الشخصية عن طريق تحريك عصا التحكم يميناً ويساراً، أثناء القفز بالهواء، تستطيع موازنة لوح التزلج عن طريق تحريك العصا إلى الأمام أو الخلف، أيضاً تُستخدم عصا التحكم في أداء بعض مهارات التزلج.
- زر A

يستخدم لعمل قفزة، قوة القفزة تتناسب طردياً مع قوة الضغط على الزر.
- زر B

يستخدم لأداء المهارات في الهواء، يمكن الجمع بينه وبين العصا ثلاثية الأبعاد، الضغط المستمر على الزر B أثناء أداء المهارات يزيد من عدد النقاط.
- زر Z

الضغط على زر Z يجعل الشخصية في وضعية القرفصاء، التي تعمل على زيادة في سرعة لوح التزلج، يُستخدم هذا الزر لأداء بعض المهارات أيضاً.
- زر R

باستخدام الزر R وعصا التحكم ثلاثية الأبعاد تستطيع أداء مهارة الدوران، يزداد الأمر صعوبة كلما زادت عدد اللفات، ويضاف لها زر الB والZ لإنجاح الأمر لكن النقاط تزداد تبعاً لذلك.

### الأوضاع
يضبط اللاعب اللعبة على واحدة من ستة أوضاع، اللعبة فيها وضعين للمهارات، ثلاثة أنماط للسّباق، نمط التدريب، والإعدادات.
في اللعبة وضعين لأداء مهارات التزلّج (وضع هجوم المهارات، والمسابقة)، يجمع اللاعبون النقاط من إكمال الخدع والمهارات. في وضع هجوم المهارات يحتاج اللاعبون إلى إنجاز سلسلة من المهارات من خلال مراحل معينة.
في اللعبة ثلاثة أوضاع سباق (السّباق، هجوم الوقت، واللعب الجماعي)، في هذه الأوضاع، يتحقق النصر من خلال اتخاذ مسارات منفصلة ضمن المرحلة وموازنة لوح التزلج بعد القفز لتجنب فقدان السرعة. يتم احتساب أداء اللاعب لمهارات التزلج في أوضاع السباق، ولكن لا تحتسب في الانتصار.
- وضع السباق (Match Race)

لقطة شاشة من جولة سباق في لعبة 1080° التزلج على الثلج

في وضع السباق، يتنافس اللاعب في سلسلة من السباقات ضد متزلجين يتحكم بهم الذكاء الاصطناعي. أثناء اللعب وخلال المستوى يمتلئ عداد الضرر للَّاعب إذا ما سقط أو تعرض للضرب. يمكن تعيين مستوى الصعوبة في جولة السباقات لسهل، متوسط، أو صعب، وضبط مستوى التعقييد وعدد جولات السّباق. إذا فشل اللاعب في هزيمة منافسه الذكاء الاصطناعي يجب أن ينسحب. يعطى اللاعب ثلاث فرص للتغلب على الكمبيوتر قبل انتهاء المباراة، يستطيع اللاعب إعادة الجولة عن طريق Start ثم Retire ولكن هذا يكلفه خسارة إحدى الفرص المعطاة له.
- وضع هجوم الوقت (Time Attack)

يحاول اللاعب الوصول إلى خط النهاية بسرعة ليحرز وقتاً قياسياً، على اللاعب أن يحافظ على عدّاد الضرر دون امتلائه لكي لا يخسر الجولة.
- وضع هجوم المهارة (Trick Attack)

على اللاعب أداء المهارات ليحرز النقاط المطلوبة منه قبل وصوله لخط النهاية. يجب على اللاعب اجتياز النقاط المطلوبة منه والوصول إلى خط النهاية قبل انتهاء الوقت، تضاف للاعب 20 ثانية عند مروره بنقاط التفتيش.
- وضع المسابقة (Contest)

في وضع المسابقة، على اللاعبين أداء المهارات، والتزلج مروراً بالأعلام من الإتجاه الصحيح لكسب النقاط، تضاف ثانيتان إضافيتان للوقت عند المرور بالأعلام، بالإضافة إلى أن المرور بالأعلام يكسب اللاعب 100 نقطة وتزداد قيمتها عند المرور بالأعلام بطريقة سليمة على التوالي.
للفوز بالجولة على اللاعب الوصول لخط النهاية قبل انتهاء الوقت، ويتم احتساب النقاط التي أحرزها بعد إنهاء كامل المستويات.
- التدريب (Training)

وضع التدريب يمكّن اللاعب من معرفة طريقة أداء المهارات والتدرب على أداءها وذلك عبر اختيارها من قائمة المهارات، بالإضافة لإظهار عدد النقاط التي يمكن أن يحرزها من أداء المهارة.
- الإعدادات (Option)

تتضمن الإعدادات إمكانية رؤية الأرقام القياسية في اللعبة في كافة الأوضاع. إعدادات الصوت التي تستطيع من خلالها تغيير وضع الصوت من وإلى وضع ستيريو أو الوضع الأحادي (Mono) أو وضع سماعات الرأس وأيضا تعديل درجات الصوت، الموسيقى، والمؤثرات الصوتية. أيضا تغيير اللغة (حسب إصدار اللعبة). بالإضافة إلى إمكانية إعادة ضبط اللعبة وحذف بياناتها.

### الشخصيات
في البداية يمكن للَّاعب اختيار واحد من خمس شخصيات من المتزلجين: اثنان من اليابان، وواحد من كل من كندا، الولايات المتحدة الأمريكية، والمملكة المتحدة. كل متزلج لديه قدرات مختلفة، ومناسبة لمختلف المستويات والأنماط، لأن كل منهم لديه إحصاءات متفاوتة في مجالات مثل التقنية، السرعة، والوزن. يوجد ثلاثة متزلجين إضافيين مقفلين يمكن فتح قفلهم عن طريق استكمال أنماط ومستويات لعبة معينة. في البداية تكون هناك ثمانية ألواح تزلج متاحة لكل شخصية، ولوح تزلج إضافي يمكن فتح قفله لاحقاً في اللعبة. كل لوح أيضاً يتفوق في مجالات مختلفة، حيث أن لكل منها نقاط قوة مختلفة في فئات مثل التوازن وحد السيطرة.
قائمة المتزلجين:
- كينسوكي كيماتشي — ياباني، 19 سنة (ذكر)
- ريكي وينتربورن — كندي، 14 سنة (ذكر)
- أكاري هايامي — يابانية، 17 سنة (أنثى)
- روب هايوود — أمريكي، 20 سنة (ذكر)
- ديون بلاستير — إنجليزي، 28 سنة (ذكر)
- دب الباندا — مقفل
- رجل الثلج الفضي — مقفل
- رجل الثلج الذهبي — مقفل

## التطوير
تم الإعلان عن إطلاق لعبة 1080° التزلج على الثلج في 21 نوفمبر 1997 في معرض سباس وورلد التجاري لنينتندو. قبل إطلاق اللعبة، تمكن الصحفيون من لعب اللعبة في قمة نينتندو جيمرز في يناير 1998.
وقد تم برمجة اللعبة من قبل الإنجليز جايلز جودارد وكولين ريد، وتم تطويرها ونشرها بواسطة نينتندو، وأُنتجت من قبل شيغيرو مياموتو.
عند تطوير اللعبة، استخدم غودارد وريد تقنية تسمى «سكينينج» للقضاء على المفاصل بين المضلعات التي تؤلف الشخصيات. استخدمت البرمجة مزيجاً من الرسوم المتحركة المعيارية والديناميات العكسية، وصنعت شخصيات يتأثر مظهرها أثناء الاصطدامات بالأشياء التي يتم ضربها، والاتجاه الذي يحدث فيه الاصطدام، والسرعة التي يحدث فيها الاصطدام  تظهر ملابس تومي هيلفيغر وألواح تزلج لامار خلال اللعبة كموضع للمنتج. نُظِّمت الموسيقى التصويرية للّعبة "techno and rappy beats" و"thrashy, foozed-out vocals" بواسطة كينتا ناغاتا، الذي نظّم أيضاً الموسيقى التصويرية لماريو كارت 64 وغيرها من ألعاب نينتندو.
تم تطوير اللعبة من أبريل أو مايو 1997 إلى مارس 1998. وأطلق سراح اللعبة في 28 فبراير 1998 في اليابان  وفي 1 أبريل 1998 في أمريكا الشمالية. تأخرت نينتندو عن إطلاق اللعبة في أوروبا لأنها تأمل في زيادة المبيعات مع إطلاق الشتاء؛  تم إطلاق 1080 درجة في نهاية المطاف في 30 نوفمبر 1998 في أوروبا ومنطقة بال.

## الاستقبال
| استقبال |           |
| --- | --------- |
| مجموع النقاط المجموع نقاط ميتاكريتيك 88/100 [ 19 ] نتائج المراجعة نشرة نقاط أول غيم [ 20 ] إدج 8 من 10 [ 21 ] غيم ريفولوشن B+ [ 7 ] غيم سبوت 8.6 من 10 [ 22 ] آي جي إن 8.6 من 10 [ 2 ] |           |
| مجموع النقاط |           |
| المجموع | نقاط      |
| ميتاكريتيك | 88/100    |
| نتائج المراجعة |           |
| نشرة | نقاط      |
| أول غيم | [ 20 ]    |
| إدج | 8 من 10   |
| غيم ريفولوشن | B+        |
| غيم سبوت | 8.6 من 10 |
| آي جي إن | 8.6 من 10 |

تلقت اللعبة مراجعة مناسبة بشكل عام، استناداً إلى "review aggregator" من موقع ميتاكريتيك. وفازت بجائزة "اللعبة الرياضية لوحدات التحكم لهذا العام" سنة 1999 من أكاديمية الفنون والعلوم التفاعليّة، واعتبر تقييمها واحداً من أفضل التقييمات لكل ألعاب السباقات والألعاب الرياضية من قبل جوش سميث (جيم سبوت). وكان يُنظر إلى اللعبة على أنها أحد رواد ألعاب التزلج على الجليد في ذلك الوقت، حيث قال ليفي بوكانان من فريق آي جي إن: "كل لعبة تزحلق على الجليد تتبع 1080° تقترض من صيغة نينتندو". وأشاد إدج بكونها أكثر ألعاب الفيديو إقناعاً لتجربة التزلج على الجليد حتى الآن" مع "جو من الرصانة" على عكس أي لعبة أخرى لنينتندو في ذلك الوقت.
وكانت رسومات اللعبة من أعلى مستويات الجودة لنينتندو 64 في ذلك الوقت. أشاد سميث بالجوانب العامة لرسومات اللعبة مثل هشاشتها وتفاصيلها وسلاستها وغياب التسرب من المضلع. أشاد المراقبون باستخدام الكاميرا في اللعبة، وهو نموذج الفيزياء «المتين جدًا» الخاص باللعبة، وبالانطباع عن سرعة المتسابقين، والتأثيرات الثلجية للعبة (تنعكس الشمس في الثلج حسب الاقتضاء، والثلج الرقيق والثلج المعبأ يظهران ويتصرفان بشكل مختلف). وشملت الأخطاء الرسومية ظلالًا منبثقة من حين لآخر، وظلالًا في غير موضعها، وتأخرًا عندما مرّ المتسابقون من خلال أشجار على الطريق، تم تحديد هذه المشكلات عمومًا على أنها طفيفة.
على الرغم من كتابته لمراجعة إيجابية، إلا أن إدج وجد أخطاء في الذكاء الصناعي للعبة، مشيراً بأن اللعبة عانت من غش الخصم. انتقدوا بساطة خصوم الذكاء الاصطناعي وقدرتهم على اللحاق باللاعب بسرعة قبل نهاية السباق. كما أشاروا إلى أن الذكاء الاصطناعي يسير في سلسلة محدودة من المسارات المحددة سلفًا وإمكانية قيام اللاعب بالتعلم أين ومتى ينتهي الذكاء الاصطناعي، مما يتيح فرصة تجاوز الكمبيوتر، مع عدم الإعراب عن رضاهم عن ذلك. كما ذكر أن تأخر إصدار منطقة بال «صريح بشكل سخيف». كانوا يعتقدون أن ذلك كان بسبب تراجع نينتندو من الإصدارات الجديرة بالذكر «من المرجح أن يتصدر أي عنوان للجودة المخططات بدون صعوبة تذكر».
في كتابة لـ«أولجيم»، اعتبر شاون ساكنهايم نظام التحكم «عالي التقنية» إحدى نقاط قوة اللعبة على الرغم من الصعوبة الأولية التي واجهها. قام أليكس كونستنتايدس من «الكمبيوتر وألعاب الفيديو» بمراجعة إيجابية لنظام التحكم، مشيرًا إلى «أن عناصر التحكم قد تم تنفيذها ببراعة حتى تتمكن من اللعب بشكل جيد على العصا وزر Z». ووصف جيم سبوت السيطرة على اللعبة بأنها شاملة بدقة وقال أن تحرك الخانق وحده - التي جُعلت للمنعطفات الضيقة جداً - يجعل اللعب ممتعًا. كما تم الإشادة بالموسيقى بشكل عام، حيث وصف مات كاساماسينا من «آي جي إن» بأنها «مثال ساطع على ما يمكن تحقيقه على هذا الشكل». وقال ساكنهايم عنها أنها واحدة من أفضل الموسيقى التصويرية حتى الآن. كما مدح ساكنهايم التأثيرات الصوتية للعبة.
في مراجعة استعادية من قبل مجلة نينتندو الرسمية في عام 2006، علق ستيف جارات أن لعبة 1080° التزلج على الثلج «تفاخرت بأنها أفضل لعبة فيديو صوِّرت من الثلج»، واستُكملت من قبل «سووشي» للمؤثرات الصوتية. كما قُدِّمت تعليقات إيجابية حول المعالجة وخاصية اللعب المتعدد. وباختصار، كما اعتقد جارات: «كانت مهارات وحيل هذا المتزلج على التوالي خالية ولكنها سريعة وممتعة». أيضاً قيّمتها المجلة في المرتبة 87 كأفضل لعبة متاحة على منصات نينتندو. وشعر الموظفون أن لعبة التزلج هذه هي الأكثر واقعية من أي وقت مضى.
بيعت 1,230,000 وحدة من اللعبة في الولايات المتحدة، وأكثر من 23,000 في اليابان. إلا أنها لم تتطابق مع نجاح أول لعبة للمطورين، وهي سباق الموجة 64 التي باعت 1,950,000 وحدة في الولايات المتحدة و154,000 وحدة في اليابان. لعبة 1080° الانهيار، هي تتمة إلى لعبة 1080° التزلج على الثلج، وأفرج عنها لنظام غيم كيوب في عام 2003؛ تلقت التتمة استقبالاً حرجاً أكثر قسوة، بسبب «قضايا معدل الإطار واللعب المقيد». تم إعادة إطلاق لعبة 1080° التزلج على الجليد على خدمة وحدة التحكم الافتراضية وي في عام 2008.

## وصلات خارجية
- 1080° سنوبوردينغ على موقع IMDb (الإنجليزية)

- 1080° سنوبوردينغ على نينتندو (أرشيفات من الأصلي على أرشيف الإنترنت)
- الموقع الرسمي